# Crostolo
Pour les articles homonymes, voir Crostolo (département).
Le Crostolo est un torrent de la province de Reggio d'Émilie, en Italie et un affluent en rive droite du Pô.

## Géographie
Le torrent Crostolo prend sa source dans l'Apennin tosco-émilien sur le territoire de la commune Casina à environ 550 m au-dessus du niveau de la mer. Son cours est parallèle à la SS63 et, après la traversée de Reggio d'Émilie, il continue vers le nord-est pour se jeter dans le Pô vers Guastalla après un parcours d’environ 55 km.

## Affluents
Il reçoit de nombreux affluents parmi lesquels les plus importants sont les torrents  Fiumicello, Campola, Cesolla Vendina, Modolena, le Cavo Cava et le torrent Rodano.

## Histoire

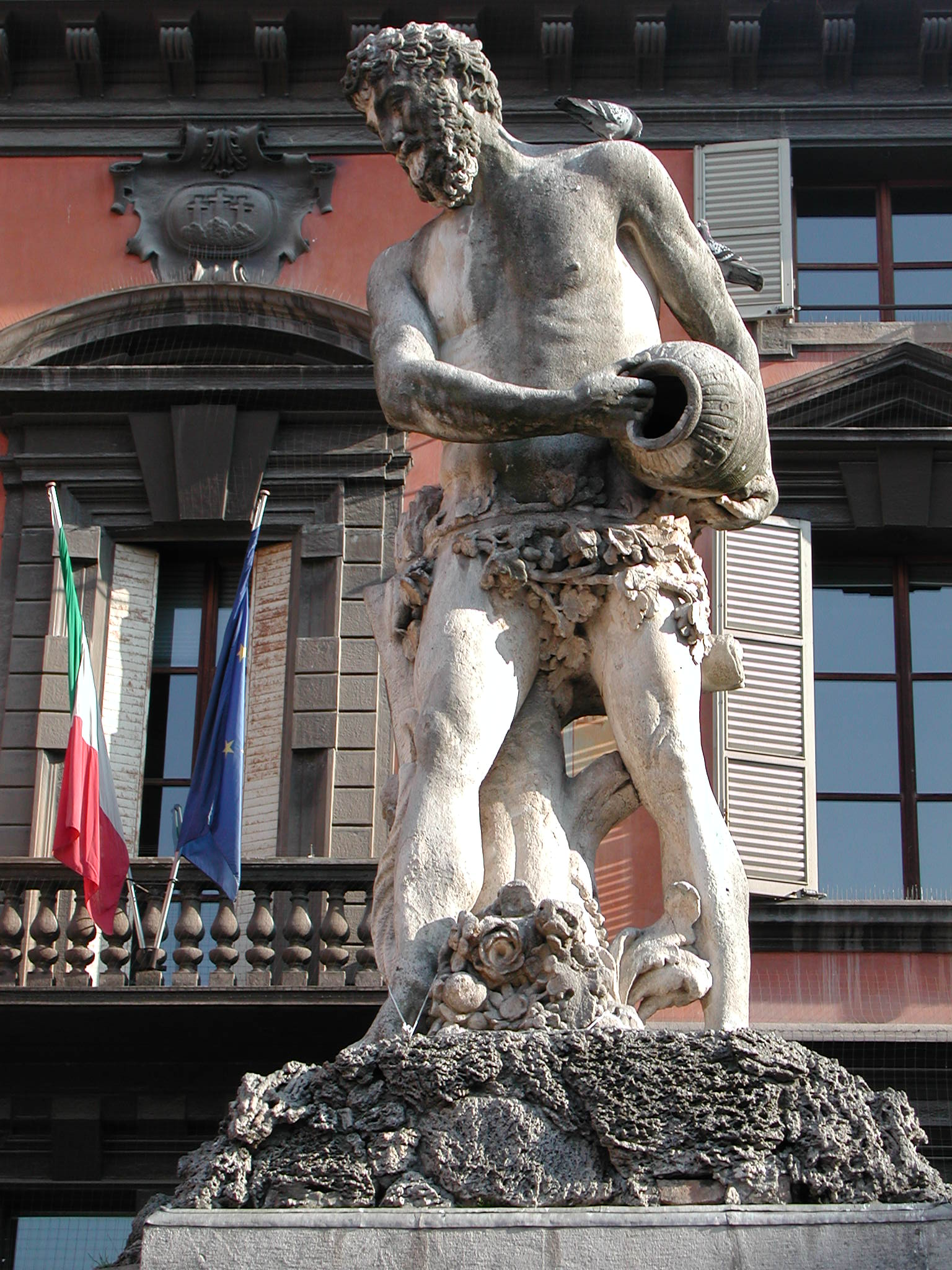
Statue allégorique

Il a subi au cours des siècles de nombreuses rectifications de cours. Une première fois en 1226, il fut dévié hors des murs, le long de l’actuel viale Timavo, et après 1570, fut de nouveau dévié à deux km des murs (position actuelle).
Il a donné son nom au département du Crostolo entre 1797 et 1815.

## Communes traversées
- Casina
- Vezzano sul Crostolo
- Quattro Castella
- Albinea
- Reggio d'Emilie
- Cadelbosco di Sopra
- Castelnovo di Sotto
- Gualtieri
- Guastalla